# Xizhahaqi (sockenhuvudort i Kina, Liaoning Sheng, lat 42,68, long 122,89)
Xizhahaqi (kinesiska: 西扎哈气, 沙金台蒙古族满族乡) är en sockenhuvudort i Kina. Den ligger i provinsen Liaoning, i den nordöstra delen av landet, omkring 110 kilometer nordväst om provinshuvudstaden Shenyang. Antalet invånare är 15 975. Befolkningen består av 7 804 kvinnor och 8 171 män. Barn under 15 år utgör 14,0 %, vuxna 15-64 år 76 %, och äldre över 65 år 9,0 %.
Runt Xizhahaqi är det ganska tätbefolkat, med 120 invånare per kvadratkilometer. Närmaste större samhälle är Zhangqiang, 8,6 km öster om Xizhahaqi. Trakten runt Xizhahaqi består till största delen av jordbruksmark.
Genomsnittlig årsnederbörd är 779 millimeter. Den regnigaste månaden är juli, med i genomsnitt 186 mm nederbörd, och den torraste är januari, med 7 mm nederbörd.